# Anisodes obliviaria
Perixera obliviaria là một loài bướm đêm trong họ Geometridae.